# Louis Henri Joseph Hazard
Pour les articles homonymes, voir Hazard.
Louis Henri Joseph Hazard, né le 3 avril 1771 à Lille (Nord) et mort le 7 juin 1846 à Linas (Seine-et-Oise), est un militaire français de la Révolution et de l’Empire.

## Biographie
Élevé sous-lieutenant à l'École d'artillerie de Châlons-sur-Marne le 1er septembre 1792, lieutenant en second au 5e régiment d'artillerie à pied le 1er juin 1793, il passe le 29 juillet suivant, comme lieutenant en premier à la 21e compagnie d'artillerie à cheval, puis au 4e régiment de même arme, fait les campagnes de 1793 au mois de floréal an XI, aux armées du Rhin, de la Moselle, de Rhin-et-Moselle, de Sambre-et-Meuse et d'Italie, et prend part aux combats de Sarrebruck, de Niederbrunn, de Reiss-Hoffen, de Wissembourg, au déblocus de Landau, au passage du Rhin, à Neuwied, au siège d'Ehrenbreisteirt, etc.
Capitaine en second au même régiment le 7 mai 1795, il fait partie de l'armée d'Orient depuis le milieu de l'an VI jusqu'à la fin de l'an IX. Il se trouve à la prise de Malte, aux journées de Chebreiss, des Pyramides, d'Aboukir, d'Héliopolis, de Coraïm, d'Alexandrie, d'El Menayer, du Caire, etc. Il est nommé capitaine en premier le 28 septembre 1798, et chef d'escadron commandant l'artillerie formée en Égypte le 21 septembre 1799.
Rentré en France après la capitulation d'Alexandrie, et employé en l'an XI, il devient major du 4e d'artillerie à cheval le 23 mai 1803. En l'an XII et en l'an XIII, il commande l'artillerie de la division de cavalerie du 7e corps d'armée des côtes de l'Océan, reçoit la décoration de la Légion d'honneur le 25 mars 1804, reste à la même armée pendant l'an XIV et une partie de 1806, et finit la campagne de cette dernière année à l'armée d'Italie où il sert encore pendant 1807.
Il se distingue au passage de l'Adige, aux affaires de Caldiero, de Vicence et du Tagliamento, passa comme chef d'état-major de l'artillerie au 7e corps de l'armée d'Espagne, et y reste de 1808 à 1813. Officier de la Légion d'honneur le 15 décembre 1808, il assiste au siège de Roses, de Gérone, de Figuières, aux affaires de Carladen, de Moteni del Rei, de Wals, etc., et obtient le grade de colonel le 14 mars 1811.
Désigné le 21 du même mois, pour commander le 5e régiment d'artillerie à pied, il continue cependant à être employé au 18e corps de l'armée d'Espagne jusqu'au 21 janvier 1814, époque à laquelle l'Empereur le nomme directeur du parc d'artillerie de Lyon.
Mis en non-activité après la rentrée des Bourbons, et créé chevalier de Saint-Louis le 13 février 1814, il est placé dans le cadre des officiers en non-activité au licenciement de l'armée, et retraité le 20 février 1820.

## Source partielle
- « Louis Henri Joseph Hazard », dans Charles Mullié, Biographie des célébrités militaires des armées de terre et de mer de 1789 à 1850, 1852 [détail de l’édition]
- A. Lievyns, Jean Maurice Verdot, Pierre Bégat, Fastes de la Légion-d'honneur, biographie de tous les décorés accompagnée de l'histoire législative et réglementaire de l'ordre, Tome 4, Bureau de l’administration, 1844, 640 p. (lire en ligne), p. 361.
- Léon Hennet, Etat militaire de France pour l’année 1793, Siège de la société, Paris, 1903, p. 121.